# Bola de nieve (Los Simpson)
Snowball I, Snowball II, Snowball III, Coltrane y Snowball V (Bola de nieve) son cinco gatos ficticios que han pertenecido a Lisa Simpson en la serie de televisión Los Simpson. Las diferencias que hay entre ellos son:
- Snowball I, una gata de color blanco que murió antes del comienzo de la serie, pero al que se ha hecho referencia en varias ocasiones.En Lisa's Sax, aparece y se sabe que la tenían cuando Lisa tenía 3 años y Bart 5.
- Snowball II, una gata de color negro que perteneció a la familia desde el primer episodio hasta su muerte en el episodio I, D'oh-Bot.
- Snowball III, un gato de color marrón que solo aparece (y muere) en I, D'oh-Bot.
- Snowball IV (Coltrane), un gato de color blanco que solo aparece (y muere) en I, D'oh-Bot. Se cree que tiene parecido con Bart
- Snowball II/Snowball V, una gata de color negro que aparece por primera vez en I, D'oh-Bot y ha sido la gata de la familia desde entonces. Para ahorrarse el dinero del cuenco Snowball V fue renombrado a Snowball II. Esta es la gata que posee la familia actualmente.

Los gatos de la familia son normalmente personajes de fondo, aunque han tenido algún papel prominente en algunos episodios tales como Old Yeller Belly y el ya mencionado I, D'oh-Bot. Se distinguen en la serie por los dibujos característicos de la cola. En los primeros tienes menos de tres crestas de pelo. En los dos últimos (II y V) cuatro y cinco.

## Snowball
Snowball, también conocido como Snowball I fue el primer gato de los Simpson hasta que fue reemplazado por Snowball II tras su muerte (que nunca ha sido mostrado en la serie, ya que ocurrió "antes" del comienzo de la continuidad del programa). Se le menciona por primera vez en el primer episodio en una carta navideña en la que Marge explica que Snowball murió el año anterior.
Snowball, según un poema de Lisa, fue atropellado por un Chrysler. Más adelante se reveló que fue atropellado por Clovis Quimby, el hermano borrachín del Alcalde Quimby (en una parodia de lo que podría haber hecho cualquiera de los hermanos Kennedy, Roger Clinton, Jr. o incluso Billy Carter). Snowball (Bola de nieve) fue llamado por su pelaje blanco, aunque en algunas ocasiones es mostrado como muy similar a Snowball II. Ha sido visto en el Cielo (en el episodio Bart Gets Hit by a Car en que Bart tuvo una experiencia cercana a la muerte) y algunas veces en flashbacks.
Debido a un fraude electoral, Snowball apareció como votando de manera póstuma al actor secundario Bob, en Sideshow Bob Roberts. En el episodio And Maggie Makes Three Bart aparece montado sobre un gato blanco, pero no se dice si es Snowball.
En el mundo real, muchas publicaciones de Los Simpson están humorísticamente dedicadas a él. Por ejemplo en la Guía completa de Los Simpson (en la que aparece de color negro por error) puede leerse la dedicatoria "Esperemos que en el cielo de los gatos te limpien la caja con más frecuencia de lo que hicimos nosotros".En la "Guía para la vida de Bart Simpson", hay una dedicatoria al que dice:"Cada vez que escuchemos maullar a un gato a las 2 de la mañana, pensaremos en ti"

### Snowball en poesía
Reflexiones al cumplir ocho años
por Lisa Simpson
Tuve un gato llamado Bola de Nieve
¡Murió! ¡Murió!
Mamá dijo que dormía
¡Mintió! ¡Mintió!
¿Por qué un día a mi gato perdí?
¿Por qué aquel Chrysler no me pilló a mí?
Tuve un hámster llamado "Apestoso"
¡Murió! ...
(en este punto Homer interrumpe y no escuchamos el resto del poema)
(visto en el episodio Stark Raving Dad)

## Snowball II
Snowball II fue el segundo gato de los Simpson, fue llamado así en honor a Snowball I. Aunque Snowball tenía el pelaje blanco, lo que obviamente inspiró su nombre, Snowball II es negro.
Aparece por primera vez en Simpsons Roasting on an Open Fire: The Simpson's Christmas Special donde se explica que Snowball I ha muerto previamente y que Snowball II es el nuevo gato de la familia. Ni Snowball I ni Snowball II se mencionan en los cortos del show de Tracey Ullman de 1987. Durante la mayor parte de la serie Snowball II no jugó ningún tipo de papel ni se le prestó demasiada atención a pesar de aparecer en varios episodios. Esto cambió en la decimocuarta temporada en el episodio Old Yeller Belly en el que Snowball II salva a Homer de morir en un incendio en una casa árbol construida por los Amish después de que Ayudante de Santa saliera huyendo. Snowball II y Ayudante de Santa parecen tener una buena relación, a menudo se les ve durmiendo uno al lado del otro, lo cual lleva a Marge a decir en el episodio Miedo a volar que deben casarse porque “están viviendo en pecado”, Además Ayudante de Santa asistió a su funeral. Una vez ambos veían juntos la televisión durante la noche cuando los demás dormían. En el segmento “Mosca vs. Mosca” del The Simpsons' Halloween Special VIII, Snowball II y Pequeño ayudante de Santa Claus son colocados en una máquina de teletransporte, de resultas de mezclarse el ADN de los dos emergen dos nuevos animales; una con las cabezas de ambos y otro con sus traseros. En el Treehouse of Horror IX Scratchy muestra un interés romántico por Snowball II.
Snowball II también ha tenido pequeños papeles en Bart Gets an Elephant, donde trata de llamar la atención junto con Ayudante de Santa, tocando un piano, caminando sobre una pelota y les habla a los Simpson, en Two Dozen and One Greyhounds en donde es asustado por los muchos perritos y en Make Room for Lisa, en donde Lisa tiene una alucinación en la que imagina ser Snowball II.
En I, D'oh-Bot Snowball II es atropellado por el Mercedes-Benz G-500 del  Dr. Hibbert. A Snowball II lo sustituyó Snowball III (quién se ahogó al intentar comer el pez mascota de los Simpson), Coltrane (que saltó de la ventana tras ser asustado por el saxofón de Lisa y finalmente por Snowball V, que le fue dado por la loca de los gatos, el cual Lisa renombró a Snowball V como Snowball II según sus palabras para “ahorrarse el dinero de un nuevo cuenco”, aunque los espectadores pueden reconocer esto como un chiste interno de los guionistas a la tradición de mantener el statu quo de la serie.

## Snowball III
Snowball III fue el tercer gato de la familia Simpson. Era un gato macho de color marrón. Lisa lo adoptó tras la muerte de Snowball II. Tras pasar por una mofeta, un gato siamés y un gato con el ojo infectado finalmente se decidió por Snowball III. Murió ahogado mientras intentaba atrapar a un pez en el acuario de la familia mientras Lisa le estaba preparando la comida por primera vez. A pesar del poco tiempo que estuvo con la familia se celebró un funeral completo en su honor.

## Coltrane (Snowball IV)
Coltrane fue el cuarto gato de los Simpson. Su nombre hace referencia a John Coltrane, un saxofonista y compositor de jazz estadounidense. Lisa lo adoptó poco después de la muerte de Snowball III. Inicialmente no estaba segura de querer otro gato, pero su nombre la conquistó. Al llegar a casa Lisa decidió tocarle alguna canción en consonancia con su nombre (la canción “Impressions”); La música asustó tanto a Coltrane que saltó por la ventana y murió y aunque solo vivió unos minutos con los Simpsons, se realizó un funeral en su honor donde Marge y Lisa estaban presentes. Aunque alguna vez se ha mencionado su parecido con Bart Simpson, en realidad su apariencia es un reflejo de la del propio saxofonista a mediados de la década de los 50. Es irónico notar que Coltrane es, junto con Snowball I, el único gato de color blanco a pesar de lo cual todos los demás han sido llamados Snowball (“Bola de nieve”). Ya que el auténtico nombre del último gato de la familia es Snowball V, Coltrane puede ser considerado como Snowball IV.

## Snowball V (Snowball II)
Snowball V es el quinto y actual gato de la familia Simpson y es exactamente igual a Snowball II. Le fue arrojado a Lisa por  la loca de los gatos. Debido a que tres gatos suyos habían ido muriendo sucesivamente a lo largo de esa mañana, Lisa le recomienda al gato que se vaya ya que tiene pocas probabilidades de vivir si se queda con ella. Cuando está cruzando la carretera un auto estaba pasando, afortunadamente no le atropella (ya que es considerado por los creen en el mito de que el Gato Negro es de la mala suerte para las personas), sino que el auto se sale de la carretera chocándose contra un árbol y arde (permitiéndole cobrar seguro). Lisa toma esto como una señal de buena suerte. Lisa decide quedarse con el nuevo gato y renombrarlo como Snowball II en vez de Snowball V para ahorrarse el dinero de un cuenco nuevo (y de paso mantener el statu quo de la serie). Este es el gato que pertenece a la familia desde entonces y ha hecho alguna breve aparición desde entonces. En el episodio The Seven-Beer Snitch, Snowball II (V) gana peso al encontrar una segunda familia que también le da de comer. Esta nueva familia le adopta y llama "Smonkey". 
- Datos: Q1771804